# سبنسر برنارد
سبنسر برنارد (بالإنجليزية: Spencer Bernard)‏ هو سياسي أمريكي، ولد في 5 فبراير 1918، وتوفي في 9 مارس 2001. حزبياً، نشط في الحزب الديمقراطي. وقد انتخب عضو مجلس نواب أوكلاهوما.